# Schwungrad-Speicherkraftwerk

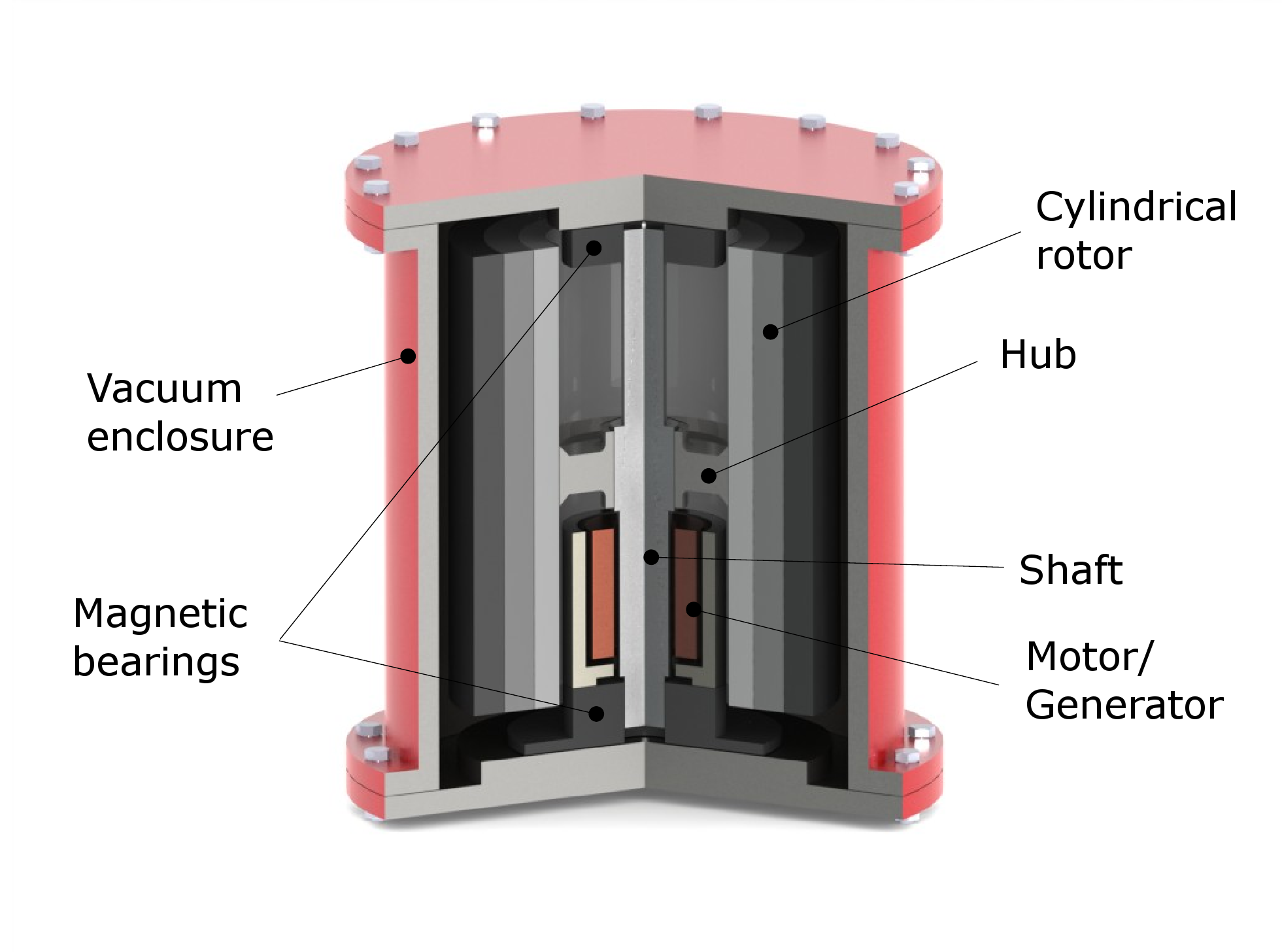
Schnittdarstellung eines Schwungradspeichers mit Magnetlagern und evakuiertem Gehäuse

Ein Schwungrad-Speicherkraftwerk benutzt zur Energiespeicherung die Schwungradspeicherung. Es kann als vergleichsweise kleines Speicherkraftwerk mit Spitzenleistungen von bis zu 20 MW bis zu einem gewissen Grad Inselnetze in der Netzfrequenz stabilisieren und als kurzfristiger Ausgleichsspeicher dienen. Im Gegensatz zu üblichen Speicherkraftwerken, wie den Pumpspeicherkraftwerken mit Leistungen bis über 1000 MW, bewegen sich die Leistungen von Schwungrad-Speicherkraftwerken im Bereich von einigen kW bis zu einigen 10 MW. Sie sind in diesem Anwendungsbereich mit Batterie-Speicherkraftwerken vergleichbar.

## Anwendungsbeispiele
Mögliches Einsatzgebiet sind Orte, an denen elektrische Energie gespeichert und wieder abgegeben werden muss, um beispielsweise Schwankungen im Sekundenbereich bei Windkraft- und Solaranlagen auszugleichen. Diese Speicheranlagen bestehen aus einzelnen Schwungradspeichern in modularem Aufbau. Pro Schwungrad können Spitzenleistungen um die 150 kW aufgenommen oder abgegeben werden. Durch Kombinationen von mehreren solcher Schwungradspeicher, welche einzeln in im Erdreich vergrabenen Vakuumtanks untergebracht sind, können so Gesamtleistungen bis zu einigen 10 MW erzielt werden. Die elektrische Anbindung der mit Niederspannung betriebenen Motoren erfolgt über einen Gleichstromzwischenkreis, und die Stromrichteranlagen sind vergleichbar mit Anlagen, wie sie auch bei Hochspannungs-Gleichstrom-Übertragungen Anwendung finden.
In wenigen Fahrzeugen, meist Prototypen, werden Schwungräder als Zusatzmodul zu Akkus eingesetzt, beispielsweise in Autobussen aus den 1970er Jahren, um die Bremsenergie durch Rekuperation zu speichern. Bei der Straßenbahn in Zwickau kommen Schwungräder in einem Pilotprojekt zum Einsatz. Die Bremsenergie wird dabei elektrisch über die Oberleitung zu den Schwungrädern, welche in Containern am Schienenrand stehen, übertragen. Die Straßenbahn in Zwickau kann so jährlich bis zu 200 MWh Bremsenergie pro System zurückgewinnen.
Die Firma BEACON Power betreibt in Stephentown, etwas außerhalb von New York, ein Schwungrad-Speicherkraftwerk mit 200 Schwungrädern mit zusammen 5 MWh Kapazität und 20 MW Leistung. Die Einheiten arbeiten in der Spitze bei 15.000 Umdrehungen pro Minute. Der Rotor der Schwungräder besteht aus kohlenstofffaserverstärktem Kunststoff mit gewickelter Anordnung der Fasern. Der Park dient zur Frequenzregelung, dieser Service wird an das New Yorker Netz verkauft.
Die Stadtwerke München (SWM) setzen 2015 in einer ersten Versuchsanlage Schwungräder zum Ausgleich von Prognoseabweichungen aus erneuerbarer Energieerzeugung ein. Das System besteht aus 28 Schwungrädern und hat eine Kapazität von 100 kWh und eine Leistung von 600 kW. Der Rotor besteht aus Kohlenstofffasern, befindet sich in einem Vakuum und dreht mit bis zu 45.000 Umdrehungen pro Minute. Die maximale Leistung, die das System abgeben kann, liegt bei 1 MW. Die Reaktionszeit des Systems liegt im Millisekundenbereich.
In Ontario (Kanada) wird seit 2014 ein Schwungrad-Speicherkraftwerk der Firma Temporal Power Ltd. eingesetzt. Es besteht aus 10 Schwungrädern aus Stahl. Jedes Schwungrad wiegt vier Tonnen und ist 2,5 m hoch. Die maximale Drehzahl liegt bei 11.500 Umdrehungen pro Minute. Die Maximalleistung beträgt 2 MW.
Auf der Insel Aruba wurde 2015 vom Unternehmen Temporal Power Ltd. ein Schwungrad-Speicherkraftwerk mit 5 MW gebaut.